# Aleksandr Arboezov

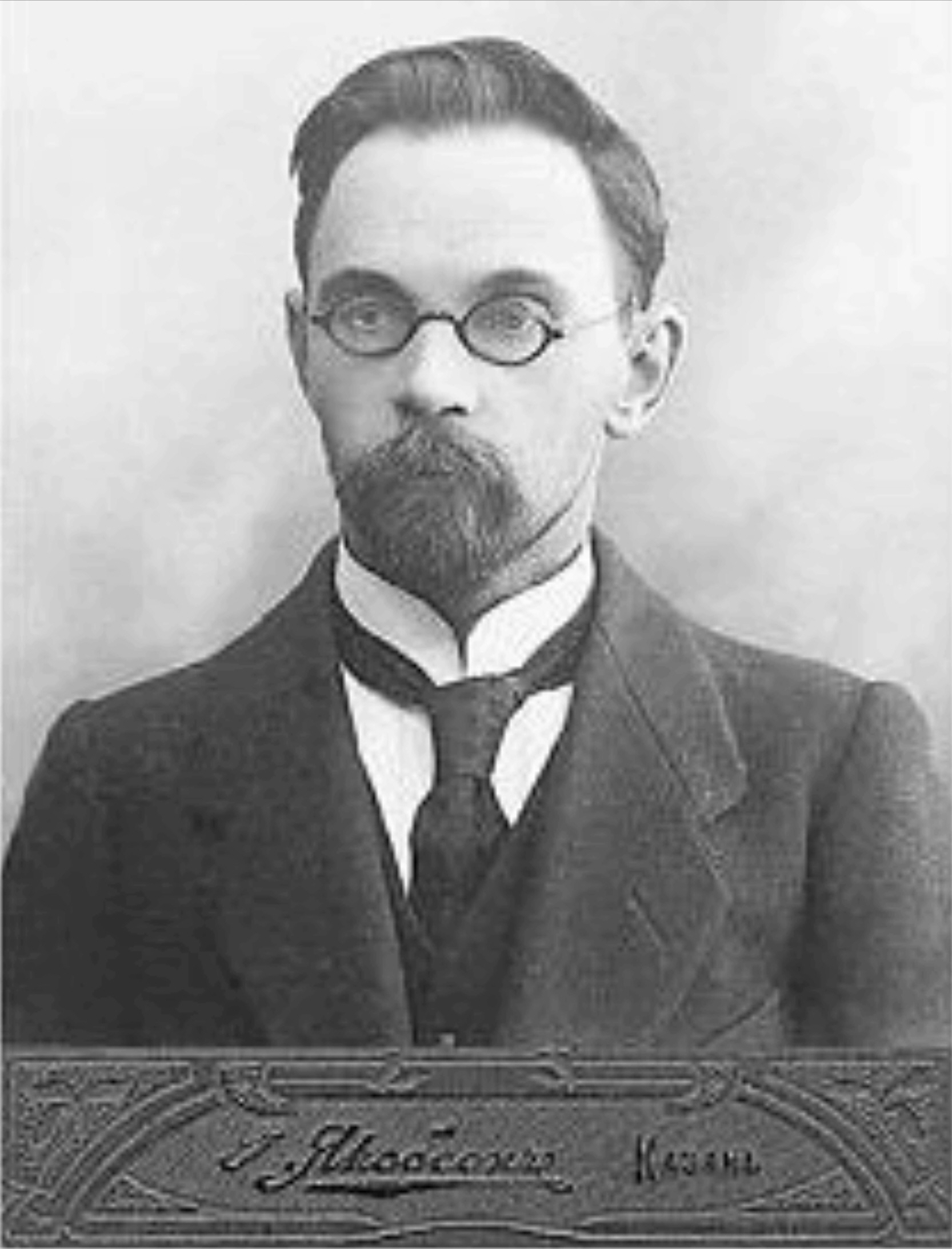
Aleksandr Arboezov in 1914

Aleksandr Jerminingeldovitsj Arboezov (Russisch: Алекса́ндр Ермининге́льдович Арбу́зов) (Arboezov-Baran, 12 oktober 1877 – Kazan, 22 januari 1968) was een Russisch scheikundige. Hij is voornamelijk bekend voor de ontwikkeling van de naar hem genoemde synthesemethode voor organische fosfonaten, de Michaelis-Arboezov-reactie.
Arboezov studeerde aan de Universiteit van Kazan onder Aleksandr Michailovitsj Zajtsev (bekend van de regel van Zajtsev). Hij studeerde in 1900 af en werkte tot 1906 als assistent in de organische chemie. Hij werd professor aan zijn alma mater in 1911, een functie die hij tot 1930 zou uitoefenen.
In 1943 kreeg Arboezov de Staatsprijs van de Sovjet-Unie.